# Grahovo (Nikšić)
Pour les articles homonymes, voir Grahovo.
Grahovo (en serbe cyrillique: Грахово) est un village de l'ouest du Monténégro, dans la municipalité de Nikšić.

## Démographie

### Évolution historique de la population[1]
| 1948 | 1953 | 1961 | 1971 | 1981 | 1991 | 2003 |
| ---- | ---- | ---- | ---- | ---- | ---- | ---- |
| 119  | 130  | 185  | 118  | 87   | 82   | 133  |